# 시라오이군

시라오이군의 실질적인 위치

시라오이군(일본어: 白老郡)은 일본 홋카이도 이부리 종합진흥국 관할로 둔 군이다. 
인구 15,009명, 면적 425.64km², 인구밀도 35.3명/km².(2025년 2월 28일, 주민기본대장인구)
이하 1정으로 구성된다. 
- 시라오이정(白老町)

## 역사
에도 시대에 시라오이 군역은 동 에조치에 속해, 마쓰마에번에 의해 시라이 장소와 아요로 장소가 설치되어 있었다. 에도시대 후기, 국방을 위해 시라오이군역은 천령이 되었다. 1869년 8월 15일부로 시라오이군이 두어져 홋카이도 이부리국에 포함되었다.